# ロンギスクアマ
ロンギスクアマ (Longisquama) は、絶滅爬虫類の1属。唯一の種Longisquama insignis が、キルギスにあるMadygen 累層（中期から後期三畳紀）より産出した保存状態の悪い骨格が一点と不完全な印象化石が数点により知られている。模式標本は、カウンターパーツに別れた2化石 (PIN 2548/4 , PIN 2584/5) とそれと同個体の物とされる5点の外皮性突起物の化石 (PIN 2584/7 〜 9) である。全標本はモスクワにあるロシア科学アカデミーの古生物学研究所の所蔵となっている。
ロンギスクアマは「長い鱗」を意味し、種小名'insignis'はラテン語で「目立つ」という意味である。ロンギスクアマの模式標本は、一連の皮膚から伸びている長い構造物を持つことで特筆に値する。現在のロンギスクアマに対する一般的な見解は、双弓類の系統のどこかに位置している鳥類の祖先とは関係ない動物、というものである。

## 歴史

### 解釈

骨格図（小さい方は同じ標本で軟組織の”羽飾り”も含めて復元したもの）

研究者の Haubold と Buffetaut は、この構造物は長く変形した鱗であり、滑空用皮膜のように左右対になって体幹の側方に取り付けられていたと考えた。彼らはトビトカゲやクエーネオサウルスなどの滑空爬虫類と同様の飛膜を形成するようにこれらの"羽飾り"を配置した復元図を発表し、滑空か少なくともパラシュート降下をしていたとした。しかしながらこの復元は今日では不正確であると考えられている（ただし今でもネット上やその他で散見される）。
他の研究者はこの鱗に別の配置を与えた。Unwin と Benton はこれらを（左右対ではなく）正中線に沿って一列に背中に並ぶものであると解釈した。Jones et al. は鳥類の背部羽域と同じような場所に生える解剖学的に羽毛によく似た2列の構造物であると考えた。羽毛発達の専門家である Richard Prum（同様に Reisz と Sues も）はこの構造物は解剖学的に羽毛と全く異なるものであるとし、リボンのように伸張した鱗であると考えている。
なお、Fraser(2006) などではこの構造物はそもそもロンギスクアマの体の一部ではなく、単にこの爬虫類と一緒に保存された植物の葉が誤解釈されたものであるとしている。Buchwitz & Voigt (2012) ではロンギスクアマの構造物は植物化石ではないと主張されており、その理由として模式標本 PIN 2584/4 でのこれら構造物は最後の一つを除いて規則正しく並んでいる点、Madygen 累層の植物化石は通常は炭素薄膜として保存されるのに対してこの標本はそうなっていない点が上げられている。Madygen 累層産の植物化石で唯一ロンギスクアマの構造物に類似しているのは Mesenteriophyllum kotschnevii だが、この植物の葉にはロンギスクアマ構造物の特徴とされている明確なホッケースティック状の形状が見られない。

## 記載

### 外皮構造物

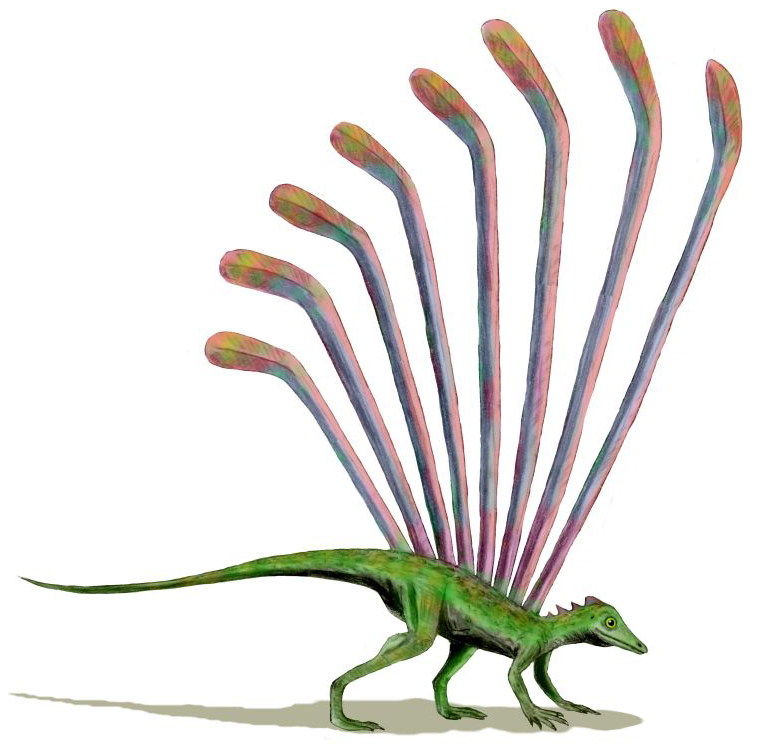
復元図

ロンギスクアマはその背中に沿って生える特有の外皮構造物によって特徴付けられる。模式標本 (PIN 2584/4) はこの付属突起が骨格の背部から飛び出ているのが保存されている唯一の化石である。この化石には扇のように広がった7本の付属突起が残っているが、突起先端は保存されていない。PIN 2584/9 にはまとまった5本の完全な付属突起が保存されている。PIN 2584/6 には2本並んで長く曲がった付属突起が残されている。PIN 2585/7 や FG 596/V/1 などの他の標本は付属突起が1本だけ保存されている。これらの構造物はその全長に渡って細くかつ長く、先端近くで後方に屈曲しホッケースティックのような外観を得ている。近位の直線部分は縦に3つの部分に分かれている。前縁と後縁のなめらかな部分とそれらの間を走る中央の隆起部である。中央の隆起部分は盛り上がった襞と深い隙間からなり、Sharovはこれをロザリオの数珠に例えた。遠位部は近位部の3つの部分のうち中央部と前縁部の延長であると考えられている。前縁部が遠位で広がるのに対し、後縁部は近位から遠位に向かうに従って細くなっていく。加えて、近位の2/3あたりから遠位端まで前縁に張出が現れる。遠位部の前後両縁は溝の付いた軸によって隔てられている。遠位部の前縁後縁の襞はきれいにそろって並んでいる標本もあればそうなっていない標本もある。ある標本ではまっすぐな襞が軸に直角に並んでいるが、別の標本では襞はS字の曲線を描く。PIN 2584/5と名付けられた標本では、遠位の軸から飛び出ている数本の棘が見られる。
模式標本ではこれら各構造物は背骨の棘突起に繋がっている。接合部は高くなった瘤として観察可能である。これら付属器官の基部はかすかに膨らんでおり、構造物の残りの部分が平たくなっているのと対照的である。膨らんだ形状というのはこの構造物の基部が管状であり、哺乳類の体毛や鳥類の羽毛など他の外皮構造物のように毛嚢や羽嚢に繋ぎ止められていた証拠である可能性がある。さらに、脊椎に対応している各構造部の近位端は、その基部が厚い軟組織の層（それが羽嚢であった可能性もある）で覆われていたことが示唆されている。

## 分類
その"長い鱗"と同様、ロンギスクアマの骨格の特徴も分析が難しい。その結果、ロンギスクアマは科学者たちによって多くの異なる竜弓類のグループに分類されてきた。
Sharov はこれを2つの特徴（下顎の孔と前眼窩窓）に基づいて偽鰐類（"原始的"主竜類。しかし主竜類ではあるので比較的派生的な爬虫類である）であると断じた。Sharov の原記載には長く伸びた肩甲骨も含まれていた。Jones 等はSharovの挙げた2特徴に叉骨を加え、ロンギスクアマを主竜類であるとした。Olshevsky はロンギスクアマは主竜類であるだけでなく初期の恐竜であると考えた。
Unwin と Benton は、化石になってから開いた穴の可能性があるとして分類判断の基となった孔の存在に疑問を呈した。彼らはロンギスクアマには端生歯と間鎖骨が存在するという点で Sharov に同意したが、叉骨ではなく2本の対になった鎖骨があるとした。これらの特徴は鱗竜形類に属するものにおいて典型的な特徴であり、すなわちロンギスクアマは主竜類ではなく必然的に鳥類に近縁ではないことを意味していた。Phil Senter による2004年の分岐分析では、ロンギスクアマはむしろより基盤的な双弓類でAvicephalaの一員であり、コエルロサウラヴスに近い仲間であるとされた。
2012年に行われた化石の再調査で、主竜類に分類される鍵となった頭骨の孔の存在は確認できないことが明らかとなった。実際、以前に前眼窩窓の存在が認められるとされた化石の一つでは頭骨の当該箇所にはまともに骨格自体が残されていなかった。この研究では現在の証拠ではロンギスクアマについて提案されたいずれの分類も否定も肯定もできないと結論づけた。この研究の著者は、ロンギスクアマの"羽飾り"・鳥類の羽毛・ワニ類の鱗・翼竜類の"体毛（ピクノファイバー）"間には深い発生上の相同関係があるという仮説により、暫定的にロンギスクアマを主竜様類の間に位置づけた。

## 鳥類の起源に関する議論

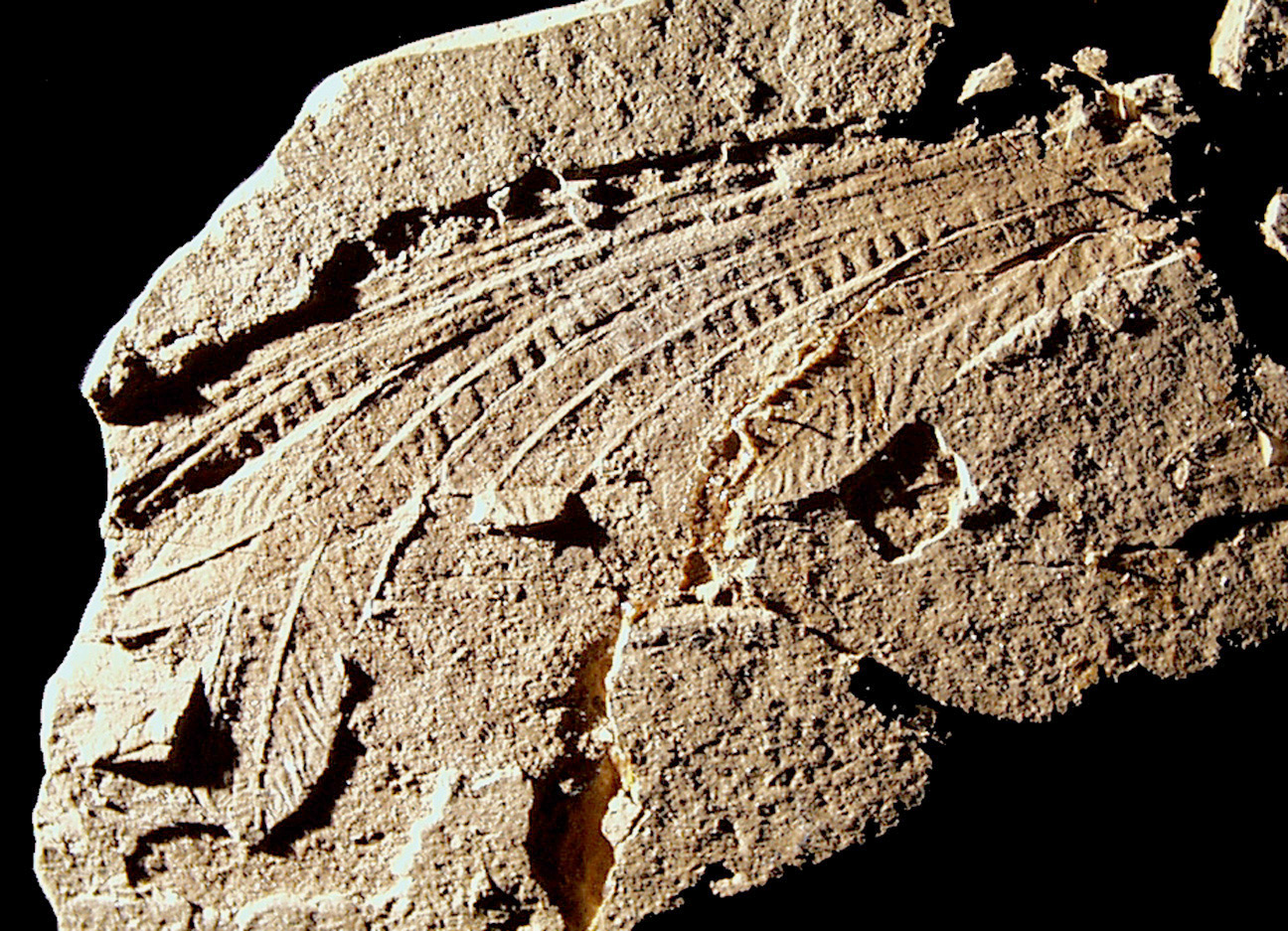
骨格とは別に見つかった外皮構造物　パラタイプ標本PIN 2584/9

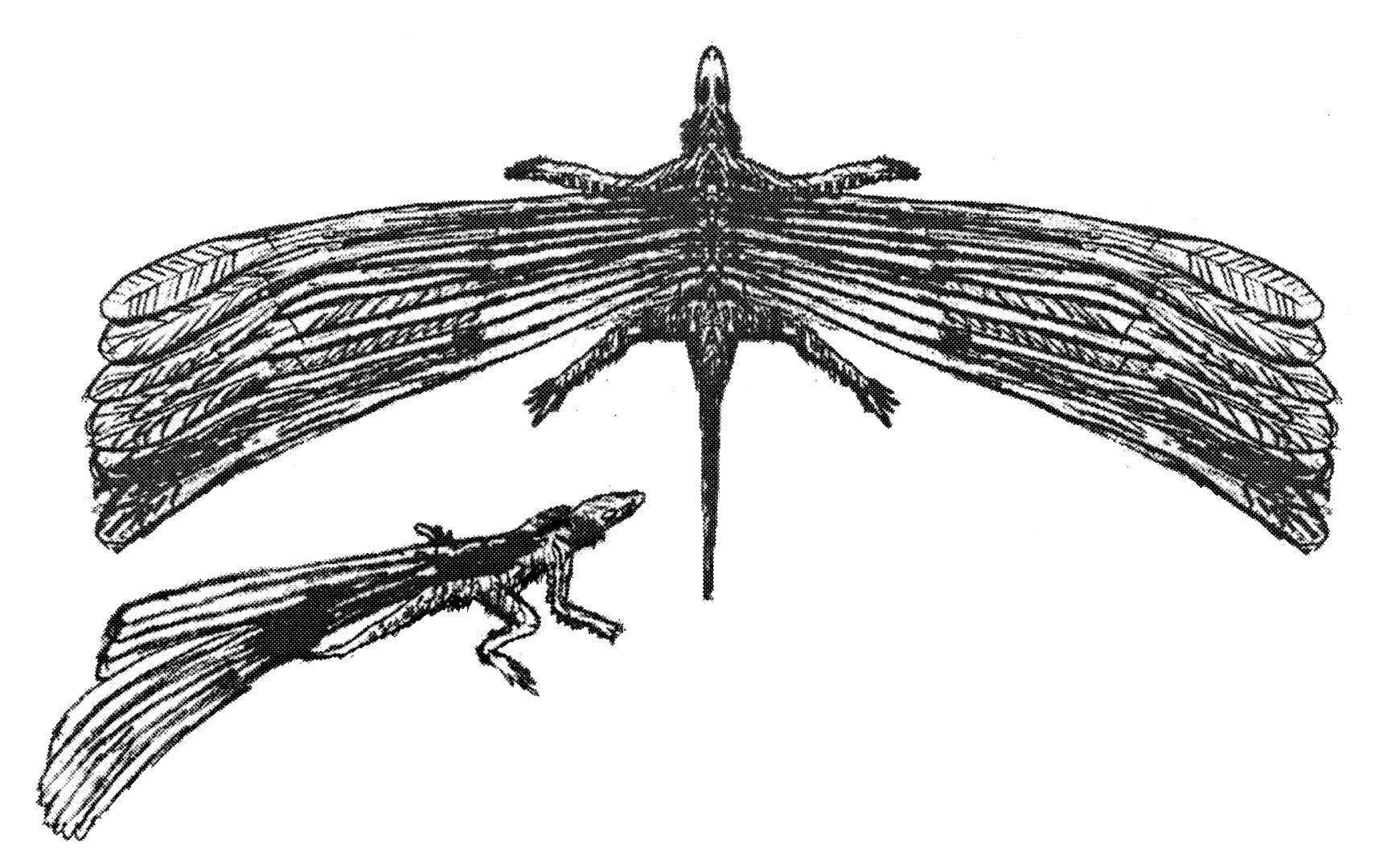
2列として復元された外皮構造物

ロンギスクアマの爬虫類としての分類とその"長い鱗"の実際の機能に関する疑問は、鳥類の起源に関する幅広い議論と彼らが恐竜の子孫なのかどうかに関係している。

### 背景
古生物学者は鳥類は獣脚類恐竜から進化したという見解に同意している。この仮説に対するシナリオは、初期の獣脚類恐竜は内温性であり、断熱のために単純な細線状の羽毛を進化させた。これらの羽毛は後に大きさと複雑さを増し、空力学的用途に適応させられた。この仮説への豊富な証拠が化石記録（Kulindadromeus、シノサウロプテリクス、カウディプテリクス、ミクロラプトル、その他多くの恐竜など）のなかに発見されている。従って、ロンギスクアマは不明瞭な骨格状の特徴と奇妙な鱗を持った双弓類で、鳥類進化にとっての重要な意義は持たないと見なされている。
科学者の中の少数派は、鳥類はロンギスクアマのような小さな樹上性の主竜類から進化したという仮説をとる。彼らは外温性の動物が滑空に適応させるために長い鱗を、そして羽状の羽毛を発達させたという見解を持っている。しかしながらこの仮説は分岐分析によって支持されない。

### 関連書籍
- Feduccia, A.; Lingham-Soliar, T. & Hinchliffe, J.R. (2005). “Do feathered dinosaurs exist? Testing the hypothesis on neontological and paleontological evidence”. Journal of Morphology 266 (2):  125–66. doi:10.1002/jmor.10382. PMID 16217748.
- Martin, L. D. (2008). “Origin of avian flight- a new perspective”. Oryctos 7:  45–54.
- Peters, D. (2000). “A Redescription of Four Prolacertiform Genera and Implications for Pterosaur Phylogenesis”. Rivista Italiana di Paleontologia e Stratigrafia 106 (3):  293–336.
- Peters, D. (2002). “A New Model for the Evolution of the Pterosaur Wing – with a twist”. Historical Biology 15 (4):  277–301. doi:10.1080/08912960127805.
- Stokstad E. (23 June 2000). “Feathers, or flight of fancy?”. Science 288 (5474):  2124–2125. doi:10.1126/science.288.5474.2124. PMID 10896578.
- Sebastian Voigt; Michael Buchwitz; Jan Fischer; Daniel Krause & Robert Georgi (2009). “Feather-like development of Triassic diapsid skin appendages”. Naturwissenschaften 96 (1):  81–86. Bibcode: 2009NW.....96...81V. doi:10.1007/s00114-008-0453-1. PMID 18836696.